# Масимо Раниери
Масимо Раниери (на италиански: Massimo Ranieri) е италиански певец, актьор, театрален режисьор и телеводещ, победител от фестивала Сан Ремо през 1988 година с песента Perdere L'amore.
Той е петото от осем деца в семейството. Забелязан е още през 1964 година и заминава в САЩ. През 1966 година сменя името си на Масимо Раниери. През 1976 година решава да се отдаде на актьорска кариера, но през 1988 се завръща на Сан Ремо и го спечелва. Едва през 2010 година се завръща отново към концертна дейност.

## Дискография

### Албуми, издадени в Италия
- 1970 - Massimo Ranieri (CGD, FGS 5061)
- 1970 - Vent'anni... (CGD, FGS 5079)
- 1971 - Via del Conservatorio (CGD, FGL 5093)
- 1972 - Erba di casa mia (CGD, 65411)
- 1975 - Per una donna (CGD, 69107)
- 1976 - Meditazione (CGD, 69228)
- 1978 - La faccia del mare (CGD, 20084)
- 1980 - Passa lu tempo e lo munno s'avota (CGD, 20205)
- 1984 - ...vanità (CGD, 20449)
- 1988 - Perdere l'amore (WEA Italiana, 24 2312-1)
- 1989 - Un giorno bellissimo (WEA Italiana, 22924 64222-1)
- 1992 - Ti penso (WEA Italiana, 9031 77097-1)
- 1995 - Ranieri (RTI Music, 1084-4)
- 2022 - Tutti i sogni ancora in volo